# Jaguaribe (rivier in Ceará)
De Jaguaribe (uit het Tupi: "Rivier van de jaguars") is de langste rivier in de Braziliaanse deelstaat Ceará. In de rivier bevinden zich twee stuwdammen: de Orós en de Castanhão.

## Loop
De Jaguaribe is verantwoordelijk voor de afwatering van het grootste deel van Ceará. Een groot deel van de regen is afkomstig van de Chapada do Araripe en de Serra do Pereiro.
De waterhoogte varieert sterk, door de wisselende regenval in de Veelhoek van de Droogte. Deze kan liggen tussen 470 en 1270 mm per jaar. De rivier vervoert het meeste water in de regenperiode tussen januari en juni.
Vlak voor de monding in de Atlantische Oceaan stroomt de rivier door de plaats Aracati. Omdat de rivier hier vaak overstroomde, is er op deze plaats een dijk gebouwd.
De monding van de Jaguaribe is een estuarium met veel eilandjes en natuurlijke kanalen. De langste hiervan heeft een lengte van 900 m. In de delta bevindt zich een mangrovebos met een oppervlakte van 11,8 km². Tot 30 km uit de kust is de grond die door de rivier wordt meegespoeld nog in het zeewater te herkennen.

## Stuwdammen
De stuwdammen Orós en Castanhão zijn belangrijk voor de winning van drinkwater in Ceará:
| Dam       | Bouwjaar | Capaciteit       |
| --------- | -------- | ---------------- |
| Orós      | 1961     | 2.100.000.000 m³ |
| Castanhão | 2003     | 6.700.000.000 m³ |

Voor de bouw van de Castanhão is het dorp Jaguaribara afgebroken en verderop opnieuw opgebouwd als Nova Jaguaribara.

## Zijrivieren
De Jaguaribe wordt gevoed door de volgende zijrivieren:
- Rio Salgado
- Banabuiú
- Cariús
- Sangue
- Palhano
- Jucá
- Conceição

De belangrijkste zijrivieren zijn de Rio Salgado en de Banabuiú.